# Ишув

Двор старого ишува в доме АРИ в Иерусалиме

Ишу́в (ивр. יִשּׁוּב‎, букв. заселённое место, население, также заселение) — собирательное название еврейского населения Эрец-Исраэль (Палестины).
Это наименование использовалось в основном до создания Государства Израиль. Термин ишув неоднократно встречается в Талмуде, чаще всего — применительно к населению вообще (но также и к еврейскому населению Эрец-Исраэль). В Средние века Моше бен Яаков из Куси, Яаков Там и другие обозначали в респонсах словом «ишув» лишь небольшие общины в галуте (изгнании). Со второй половины XIX века ашкеназскую общину Эрец-Исраэль стали называть ишувом в противовес еврейским общинам других стран. После 1882 года, во время «Первой алии», возникло выражение «новый ишув», под которым подразумевалась часть еврейского населения, занятая коммерческой деятельностью и преимущественно светская по взглядам. «Новый ишув» противопоставлялся «старому ишуву», то есть той строго ортодоксальной части еврейского населения, которая жила в основном за счёт халукки (пожертвований). По мере укрепления авторитета органов еврейского самоуправления (Ваад Леуми) и их роли в защите общих интересов всех евреев в Эрец-Исраэль это противопоставление стиралось, и понятие ишув вобрало в себя всё еврейское население страны, без различия идеологических особенностей или стран исхода.